# Ruisseau Ignace
Ruisseau Ignace är ett vattendrag i Kanada.   Det ligger i provinsen Québec, i den sydöstra delen av landet, 210 km nordost om huvudstaden Ottawa.
I omgivningarna runt Ruisseau Ignace växer i huvudsak blandskog. Trakten runt Ruisseau Ignace är nära nog obefolkad, med mindre än två invånare per kvadratkilometer.